# Antonín Perner
Antonín Perner (29. ledna 1899 – 24. listopadu 1973) byl český fotbalista, záložník a obránce, československý reprezentant.

## Fotbalová kariéra
V nejvyšší soutěži hrál za AC Sparta Praha a Bohemians Praha, nastoupil v 80 ligových utkáních a dal 10 gólů. Za československou reprezentaci odehrál v letech 1920–1931 28 utkání a vstřelil 1 gól (Maďarsku roku 1925). Nastoupil v historickém prvním oficiálním reprezentačním utkání – s Jugoslávií na olympijských hrách v Antverpách roku 1920. Byl člen takzvané "železné Sparty", tedy slavného mužstva pražské Sparty z první poloviny 20. let 20. století. Za Spartu sehrál 482 zápasů a stal se s ní třikrát mistrem Československa, a to v letech 1926, 1927 a 1932, je dvojnásobným českým mistrem – vítězem mistrovství Českého svazu fotbalového v roce 1919 a 1922 a mnohonásobným středočeským mistrem (vítězem tzv. Středočeské 1. třídy, obvykle nazývané Středočeská liga) – i v letech 1921 a 1923, kdy šlo o nejvyšší a nejprestižnější soutěž v zemi. Český sportovní novinář a historik Zdeněk Šálek o něm napsal: "Ve dvacátých letech vytvořil spolu s Káďou a Kolenatým legendární záložní trojici, později vynikl jako krajní obránce. Technický hráč, střední postavy, neúnavný dříč. Obounohý, rychlý, výborný hlavičkář. Patřil k nejslušnějším hráčům." Ve Středoevropském poháru nastoupil v 8 utkáních, vítěz z roku 1927.

## Ligová bilance
| Ročník                                       | Zápasy | Góly | Klub            |
| -------------------------------------------- | ------ | ---- | --------------- |
| Mistrovství Českého svazu fotbalového 1919   | -      | -    | AC Sparta Praha |
| Mistrovství Českého svazu fotbalového 1922   | 8      | 0    | AC Sparta Praha |
| Asociační liga 1925                          | 8      | 0    | AC Sparta Praha |
| Středočeská 1. liga 1925/26                  | 18     | 2    | AC Sparta Praha |
| Kvalifikační soutěž Středočeské 1. ligy 1927 | -      | 3    | AC Sparta Praha |
| Středočeská 1. liga 1927/28                  | -      | 2    | AC Sparta Praha |
| Středočeská 1. liga 1928/29                  | -      | 1    | AC Sparta Praha |
| 1. asociační liga 1929/30                    | -      | 2    | AC Sparta Praha |
| 1. asociační liga 1930/31                    | 6      | 0    | AC Sparta Praha |
| 1. asociační liga 1932/33                    | -      | 0    | AFK Bohemians   |
| 1. asociační liga 1933/34                    | -      | 0    | AFK Bohemians   |
| CELKEM                                       | 80     | 10   |                 |

## Trenérská kariéra
V lize trénoval v sezóně 1941/42 SK Kladno.